# جغرافیای مالت
جمهوری مالت کشوری در نیمروز اروپا در کانون دریای مدیترانه است. این کشور از مجمع‌الجزایر کوچکی پایه‌ریزی شده و پایتخت این کشور، شهر والِتا می‌باشد.
کشور مالت دربرگیرنده سه جزیره مسکونی به نام‌های مالت (Malta)، گُزو (Gozo)، و کومینو (Comino) و سه جزیره نامسکون کومینوتو (Cominotto) و فیلفلا (Filfla) و سنت پاول (St. Paul) است و در میانه دریای مدیترانه جای دارد. این جزایر روی‌هم‌رفته ۳۱۶ کیلومتر مربع پهناوری دارند و در ۹۳ کیلومتری جنوب جزیره سیسیل (ایتالیا)، ۲۹۰ کیلومتری خاور تونس و ۲۹۰ کیلومتری شمال لیبی جای گرفته‌اند. بلندای این جزایر کم است و بلندترین نقطه آن که در کرانه‌های جنوب باختری جزیره اصلی مالت جای گرفته، تازوتا (Ta'Zuta) نامیده می‌شود و ۲۵۳ متر از سطح دریا بلندی دارد. بلندترین نقطه جزیره گزو تادبیگی (Ta'Dbiegi) است و بلندای آن از سطح دریا، ۱۹۰ متر می‌باشد.

## آب و هوا
خاک جزایر مالت بیشتر سنگلاخی و کم‌درخت است و در آن گیاه و سبزه کم می‌روید گرچه خاک برخی از دره‌ها بارور است. تنها استثناء قابل توجه، جنگلهای بوسکت (Buskett) در کرانه‌های جنوبی هستند که در دره‌ای پرآب و در میان انبوهی تخته سنگ جای گرفته‌اند. در این جنگلها درختهای صنوبر و پرتقال می‌روید.
آب و هوای مالت مدیترانه‌ای است، مالت زمستانهای خوش آب و هوا و بارانی و تابستانهای گرم و خشک دارد.